# Beraiz
Beraiz es un lugar español del municipio de Oláibar, perteneciente a la Comunidad Foral de Navarra.

## Toponimia
El nombre del lugar se escribe Beraiz en español, sin tilde, y Beraitz en euskera.

## Historia
Hacia mediados del siglo XIX, el lugar, ya por entonces perteneciente a Oláibar, tenía contabilizada una población de 25 habitantes. Aparece descrito en el cuarto volumen del Diccionario geográfico-estadístico-histórico de España y sus posesiones de Ultramar de Pascual Madoz con las siguientes palabras:

BERAIZ: l. del valle y ayunt. de Olaibar en la prov., aud. terr. y c. g. de Navarra, merind., part. jud. y dióc. de Pamplona (2 leg.), arciprestazgo de Anue. sit. á la der. del r. Mediano ó Uezama en una rinconada que forman los montes, donde le combaten principalmente los aires del E. y S.; el clima es sano. Tiene 8 casas y una igl. dedicada á San Pedro, servida por un cura. Confina el térm. N. Ortiz; E. Olaiz; S. Enderíz, y O. Ripa. Dentro del mismo hay 3 fuentes de esquisitas aguas para surtido del vecindario y otros objetos agrícolas. El terreno es montuoso y abunda en robles, hayas y esquisitos pastos. prod.: trigo, cebada, maiz, legumbres y hortaliza; hay ganado vacuno, mular, de lana y cabrio, y caza de varias especies. pobl.: 8 vec., 25 alm. contr. con el valle.
(Madoz, 1846, p. 233)

En 2023, la entidad singular de población tenía empadronados seis habitantes.